# George Baillie-Hamilton-Arden
George Baillie-Hamilton-Arden (26 juillet 1827 - 11 juin 1917), est un propriétaire terrien écossais et un pair représentatif, titré 11e comte de Haddington.

## Biographie

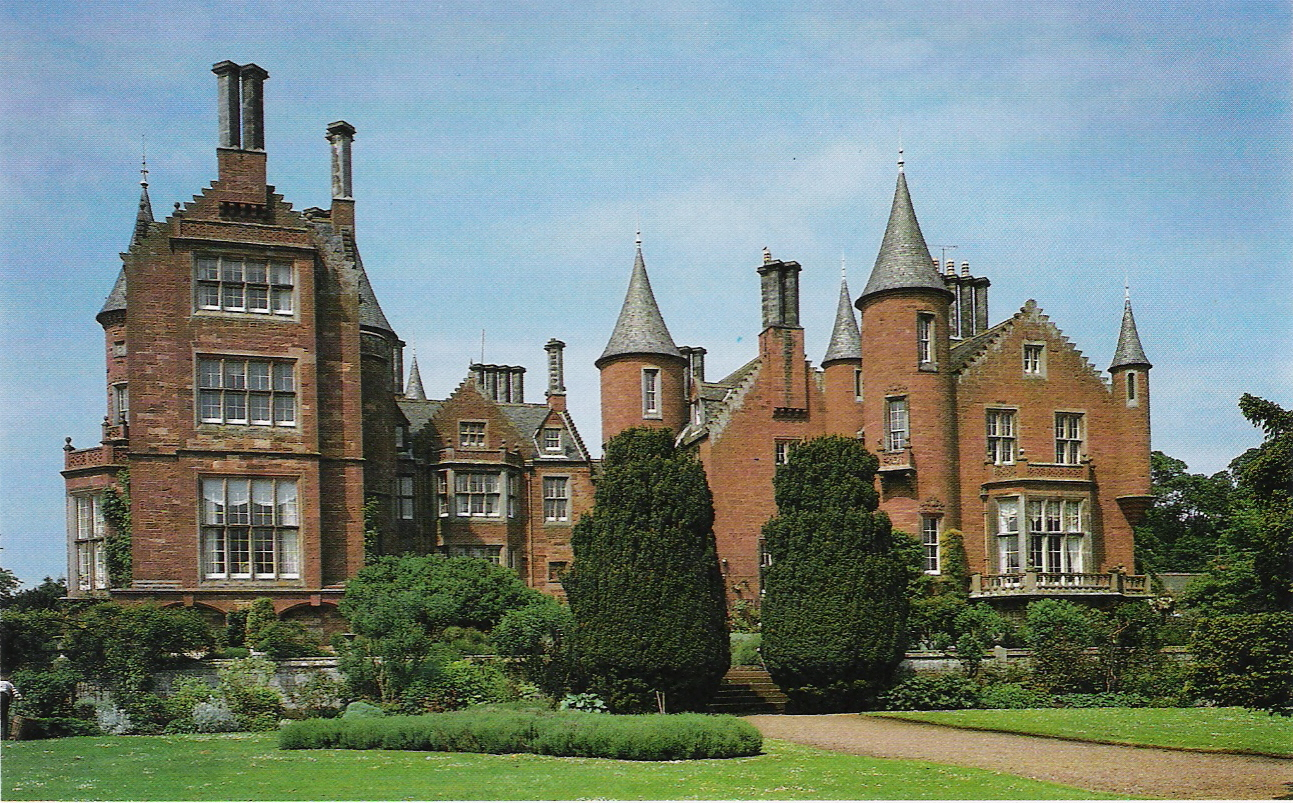
Tyninghame House

George Baillie-Hamilton-Arden est le fils de George Baillie-Hamilton (10e comte de Haddington), et de Georgina Markham.
Il est élu pair représentatif de 1874 jusqu'à sa mort. Il est haut shérif du Cheshire en 1871. Il est nommé Lord Lieutenant du Haddingtonshire en 1874. Il est colonel honoraire des Lothians et Border Horse et officier de la Royal Company of Archers.
En 1886, il est élu membre de la Royal Society of Edinburgh, proposé par Thomas Grainger Stewart (en), Robert Grey, William Turner et Peter Guthrie Tait. Il démissionne de la Société en 1892.
Lord Haddington est nommé Chevalier de l'Ordre du Chardon (KT) dans la liste des honneurs du couronnement de 1902 publiée le 26 juin 1902.
Il vit à Tyninghame House près de Prestonkirk dans l'East Lothian.

## Mariage et descendance
Le 17 octobre 1854, il épouse Helen Katharine Warrender (1834-1889). Le couple a sept enfants:
- Isabel Baillie-Hamilton (décédée en 1859)
- Ruth Baillie-Hamilton (1855-1941)
- George Baillie-Hamilton, Lord Binning (1856-1917)
- Richard Baillie-Hamilton (1858-1881)
- Grisell Baillie-Hamilton (1861-1957)
- Henry Robert Baillie-Hamilton-Arden (1862-1949)
- Cecely Baillie-Hamilton (1868-1950)

Son fils aîné George est décédé quelques mois avant lui, mourant en janvier 1917, et le titre passe à son petit-fils George Baillie-Hamilton (12e comte de Haddington).